# إيفرت باركر
إيفرت باركر (بالإنجليزية: Everett Parker)‏ هو قسيس أمريكي، ولد في 17 يناير 1913 في شيكاغو في الولايات المتحدة، وتوفي في 17 سبتمبر 2015 في وايت بلينس في الولايات المتحدة بسبب مرض.